# 伊凡·罗伯斯
伊凡·罗伯斯（1878年6月8日—1951年9月29日），又譯埃文·羅伯茨，英国人，领导20世纪初空前的威尔斯大复兴（1904-1905）的人物。

## 早年
伊凡·羅伯斯（Evan John Roberts）出生於1878年6月8日，父母是亨利與哈拿（Henry and Hannah Roberts），生長在加爾文主義的基督教家庭，有一個哥哥。父母對他的教導除了注重知識的吸取外，更是偏重靈命與道德品格的提升，他從小就定期參加教堂禮拜，晚間則勤於誦讀聖經。伊凡從沒讓他的父母失望過，他是一個優秀的孩子，性格非常的傑出，對事情反應也很快，甚至與同年齡的小孩不同，他幾乎不參加學校的課外活動或是比賽，不聊人是非或是講低級笑話，只專心在讀聖經、背誦聖經上，除了工作時間之外，幾乎聖經不離手。
在他年紀還小的時候，因著父親工作受傷，家庭需要有收入，所以他毅然決然的代替父親繼續礦坑的工作。从11岁到23岁，他代替受伤的父亲在煤矿工作，每天早晨，提早到礦坑門口發給每一個進入礦坑的人一句他特別製作的經文，好讓每一個人可以在那天工作的時候思想手中所拿到的經文，甚至，在大家收工之後，還會問大家：「今天神對你說了什麼話？」每天最熱衷的活動就是在礦坑工作結束後，步行到住家附近的摩利亞教會聽道與人分享及交通。因著他的渴慕追求，教會的長老邀請他來參加教會的青年辯論大會，這段時期是他的快樂時光，他甚至買了樂器學習彈奏，好參與教會的服事。
除了熱心追求聖經話語的亮光之外，他還積極的禱告，因為他相信禱告的力量可以改變屬靈的空氣，燃起復興的火花。傳聞，有人看見他在路邊「魂遊象外」，嘴巴還喃喃自語著，常常讀聖經或是忙著禱告以致連飯都忘了吃。被人戲稱是「神秘兮兮的瘋子」或是「宗教狂」。1903年12月，伊凡已經因著參與教會的禱告會、講台的服事佔據他太多時間，以致他神學院的裝備無法完成，雖然沒有完成必修的課程，但卻不影響他愛主的心及證道的內容。他心裡清楚明白神即將要在威爾斯興起極大的宗教復興。
1904年，他開始積極投入教會服事的行列，決定放下自己一切的需要，把神國擺在第一位，他對同工說或是跟弟兄姊妹分享說：「捨棄聖靈，就什麼都不能做」。伊凡·羅伯斯的講道方式，與當時的牧師是極大的不同，他不是固定站在講台後面，乃是會邊說邊走動，還有聚會時他還會跟台下的聽眾互動，問一下他們的想法，關心一下他們的狀況，當時的講道模式是令人覺得不同又有趣的。他還首開先例的訓練出一批代禱者，在他聚會或分享時迫切的禱告，也為教會的復興禱告。不久伊凡受歡迎的程度大大提升，聚會的人數也節節升高，還沒到聚會開始的時間教會已經坐滿了人，聚會結束了，大家都還捨不得離去，正式開始服事後的兩年（1906），他已經成為家喻戶曉的大人物了。

## 空前的大复兴
伊凡·羅伯斯只是一个没有多少文化的26岁的青年矿工；但是他带进教会有史以来直到今天，空前的威尔斯大复兴。在威尔斯大复兴中，一年之内共有十万人悔改得救，各阶层中都有人信主,包括赌徒,赛兔者,都来到基督面前。1909年时，某城已经没有人得救，因为这里的人全都得救了。
- 威爾斯大復興以前，許多虔誠聖徒熱切地為威爾斯的復興禱告。塞特·約書亞在某一周四晨間特會結束時禱告：「哦,主,折服我們!」(O Lord, Bend Us)， 羅伯斯聽到之後大為感動到聚會前門跪著大聲禱告：「哦,主,折服我!」。之後羅伯斯（Evan Roberts）常禱告：「主阿，折服教會，好叫世人得救。」（Lord, bend the church to save the world.）。聖靈復興的工作需要藉著一班被壓彎、被折服的人帶進世人信主得救。
- 伊凡·羅伯斯沒有講整篇道，也許只講五句話，或者禱告幾句。但會眾都是又哭又跳。他們沒有開會的時間和地點，無論在那裡都可以聚會，無論甚麼時候來，都可以有聚會，半夜可以，清晨也可以。幾乎在每一個家庭里都有復興會，都有禱告。看不出講道人在那裡，因為有時候一個人起來選一首詩讓大家唱，有時候有人起來讀幾節聖經。
- 伊凡·羅伯斯曾問會眾，你最末一次向人賠不是，是在什麼時候？他說，很久之前向人賠不是的人，是墮落的人；最近向人賠罪的人，是活在亮光中的人。基督徒生活的起於神的光照，與神越近，就越見亮光、也越謙卑、越知罪。

## 与宾路易师母的关系
- 宾路易师母（Mrs. Penn-Lewis）扮演了威尔斯大复兴的历史见证人的角色，从1904年11月，直到1908年12月，四年之久，宾路易师母每星期都在《信心的生活》(The Life of Faith)刊物上，报导威尔斯大复兴的情况。
- 宾路易师母有贵格会背景，习惯安静的聚会，但她见证在里面与他们是合一的。
- 罗伯斯和宾路易师母目睹极端灵恩派的起头，认为是邪灵的活动，与魂的潜势力，与鬼魔有关联。

## 崩溃
罗伯斯很快屈服于他的严格的时间表的压力，在1906年，身体和情绪都崩溃了。他在英格兰，他在其赞助人宾路易师母的家中休养，并与她合著了《眾聖徒的争战》（War On The Saints），出版于1913年，教导属灵争战的事。该书被他从前的同伴指责为异端。罗伯斯后来又批判了这本著作。这著作对中国的基督徒领袖倪柝声产生了深远的影响。

## 晚年
1926年，罗伯斯回到威尔士，但是他在其余生，不再讲道，只是写作圣诗，以配合当时的信息。
伊凡·罗伯斯于1951年逝世，享年72岁。他安葬在南威尔士摩利亚小教堂后面的家族 plot。今日，有一根纪念圆柱用以纪念他对这次复兴的贡献。

## 著作
- War On The Saints（《眾聖徒的争战》），Diggory Press, ISBN 190536301X